# Давидович, Аркадий
Арка́дий Давидо́вич (имя при рождении Адольф Филиппович Фрейдберг; 12 июня 1930, Воронеж — 25 февраля 2021, там же) — советский и российский писатель, актёр, художник, афорист, автор 100 000 опубликованных афоризмов, коллекционер и собиратель картин художницы Валентины Золотых, которую он считал своей музой.

## Биография
Родился 12 июня 1930 года в еврейской семье, его родители Филипп (Фишель) Абрамович (8 мая 1893 - 12 февраля 1958, похоронен в Воронеже) и Раиса Соломоновна Фрейдберг (похоронена во Львове) были врачами: мать — детским врачом, отец — венерологом, так что, по признанию самого афориста, он «сначала лечился у мамы, а потом — у папы». 
Семья Давидовича появилась в Воронеже в 1918 году вместе с первым университетом, студентами которого были его родители. 
Сестра - Фаина Филипповна Левина (род. 20 октября 1921 - ?), врач, участник Великой Отечественной войны.
С 1938 по 1941 гг. учился в 17-й школе г. Воронежа (ныне гимназия имени Н. Г. Басова). 
Во время войны семья была эвакуирована в Ташкент. После мобилизации Раисы Соломоновны в 1944 году сын вместе с матерью находился при военном госпитале. В 1946 году семья вернулась в Воронеж.
В 1948 году поступил и в 1953 году окончил Воронежский сельскохозяйственный институт, работал механиком в совхозе в Рязанской области, завучем в школе механизаторов.
В 1954 году вернулся в Воронеж, где в 1977 году вместе с художницей Валентиной Золотых основал уникальный музей афористики.
В 2010 году в сборнике «Конец света закончится хорошо» был объявлен «непризнанным гением», а к лету 2012 года круг людей, признававших его за гения афористики, расширился до фан-клуба.

### Последние годы жизни
В 2020 году Давидович написал более 10 000 афоризмов, а последние месяцы были посвящены подготовке к публикации двух сборников «Агония» и «Реквием 2020». 
7 февраля 2021 года писатель был госпитализирован с диагнозом COVID-19. Вирусное заболевание протекало практически без симптомов, без температуры и поражения лёгких, а тесты от 9 и 19 февраля дали отрицательные результаты. 
Давидович умер 25 февраля 2021 года в возрасте 90 лет в одной из воронежских больниц. Причиной смерти стало онкологическое заболевание, диагностированное у писателя ещё в 2016 году. Первое издание книги «Реквием 2020» было напечатано в день смерти, а её презентация состоялась 27 февраля во время прощальной церемонии в присутствии покойного автора.
Прощание с афористом состоялось 27 февраля 2021 года в помещении газеты «Камелот»; в тот же день он был похоронен в одной могиле с отцом на Еврейском кладбище в Ленинском районе Воронежа. Перед погребением писателя раввин Воронежской синагоги Авигдор Носиков официально, в согласии с миньяном, удостоил его статуса "пророка".

## День всех, или День спасения всех от всех
29 февраля 2020 года Давидович обратился к мировой общественности с предложением признать этот день праздником, объединяющим всех людей, независимо от расы, вероисповедания, национальности, гражданства, профессии или гендера. По мнению афориста, в настоящее время в мире не существует праздника, который могли бы отмечать разом все люди всей планеты, в частности, даже Новый год в разных странах отмечают в разные дни, а в предлагавшийся им праздник друг друга могли бы поздравлять все — не только, те, кто любят, как в День святого Валентина, но и те, кто ненавидят друг друга. На этом основании Давидович решил учредить такой праздник в «Великую високосную субботу», которая в 2020 году выпала на канун Прощёного воскресенья. Проект декларации на английском языке был размещён для всенародного обсуждения перед обращением в ООН. В одном из интервью афорист признался, что собирается выдвинуть этот праздник на внесение в Конституцию РФ.

## «Звезда Давидовича»
В августе 2022 г. начала работу юбилейная выставка, посвященная сорокапятилетию музея афористики и положившая начало творческому конкурсу по художественному чтению афоризмов «Звезда Давидовича». Основанием для названия выставки послужил символ миротворческого праздника «День всех, или день спасения всех от всех и прежде всего от самих себя» как воплощение интенции, направленной и на воцарение гармонии в межкультурной и межличностной коммуникации, и на примирение человека с самим собой: его личности и его эго.

## Музей афористики
Музей был основан в 1976 году самим Давидовичем и его музой — художницей Валентиной Золотых. В настоящее время является уникальным и единственным из известных музеев кратко выраженной мысли. Оформлением музея занималась Золотых; экспозиционный фонд музея представляют её картины и афоризмы Давидовича, написанные её рукой. Бо́льшую часть средств, получаемых от продажи книг, Давидович направлял Золотых для выкупа новых картин, собирая таким образом экспозицию музея.
Музей расположен в старой части Воронежа, в доме № 73 по улице Сакко и Ванцетти, по соседству с резиденцией воронежского митрополита Сергия. Здание построено в 1953 году немецкими военнопленными.
В 2020 году началась разработка проекта по созданию виртуального музея афористики.

## Литературная и сценическая деятельность
В советские годы Давидович печатался в журнале «Крокодил» под псевдонимами «Юлий Цезарь», «Эрнест Хемингуэй», «Оноре де Бальзак» и «А. Давид, французский писатель» в рубрике «Слова, слова…» (раздел «Улыбки разных широт»). Его работы были включены во многие сборники афоризмов. На собственные средства писателя были выпущены более двух десятков номеров самиздатовских авторских сборников «Законы бытия, включая и небытие». Давидович является одним из авторов журнала «Здравый смысл», выпускаемого под эгидой РГО — Российского гуманистического общества.
В первые два десятилетия XXI века Давидович является абсолютным лидером по количеству афоризмов, опубликованных издательствами «Вече» и «ЭКСМО» в сборниках «Антология мудрости», «Антология мысли в афоризмах», «Мудрость России. От Владимира Мономаха до наших дней», «Новая книга афоризмов», «Большая книга афоризмов», далеко опережая в рейтингах по цитируемости таких знаменитых авторов, как Ежи Лец, Фридрих Ницше, Лев Толстой, Артур Шопенгауэр:
Давидович знает про жизнь что-то, что мы с тобой, читатель, не знаем точноА. Бильжо
15 октября 2012 года фан-клуб Давидовича, при интеллектуальной и материальной поддержке и под эгидой Фонда Хованского, начал новый просветительский проект «Афоризм как слово с Большой буквы», содержание которого состоит в развитии интеллекта с помощью авторских афоризмов. 21 марта 2013 года проект получил развитие на базе Воронежского филиала Московского гуманитарно-экономического института.

### Декалингвы Давидовича
29 мая 2015 года в воронежском областном Доме журналистов состоялась презентация первого сборника афоризмов «JE SUIS DAVIDOWITZ» из цикла «Декалингвы Давидовича», включивший в себя переводы афоризмов с русского на 10 языков мира, входящих в состав четырёх языковых семей (индоевропейская, афразийская, финно-угорская, сино-кавказская), среди которых фарси, хинди, иврит, арабский, китайский, греческий, английский, итальянский, испанский, грузинский, польский, венгерский и другие.
Идея с десятью языками восходит к 10 струнам на псалтерии царя Давида. Другим источником идеи сборника служит знаменитый Розетский камень, благодаря обнаружению которого был восстановлен смысл египетского иероглифического письма. В сравнении афоризмов на 10 языках из четырёх языковых семей и разных групп стояла задача выявить некоторые универсальные, антропологические модели мышления.
В октябре 2015 года сборник был представлен на международной книжной ярмарке во Франкфурте-на-Майне — «Frankfurter Buchmesse». В декабре 2015 года состоялась презентация проекта по продолжению цикла — сборника афоризмов «Культурный календарь Давидовича» на языках стран Содружества (белорусском, украинском, армянском, грузинском, молдавском, таджикском, азербайджанском, казахском, туркменском, киргизском и узбекском), в работе над которым приняли участие педагоги ведущих столичных университетов СНГ. В октябре 2016 вышел в свет ещё один сборник «Давидовичъ — любомудръ словѣнский» на всех славянских языках, среди которых белорусский, украинский, польский, чешский, словацкий, кашубский, верхне- и нижнелужицкие, болгарский, сербский, словенский, македонский и др.. Выпуск сборника афоризмов, переведённых на все славянские языки, был приурочен к стопятидесятилетию сборника «Славянский вестник», основанного Алексеем Хованским в качестве приложения к журналу «Филологические записки» в 1866 году накануне первого Московского Славянского съезда (1867).
В декабре 2022 года, к 100-летию образования СССР, вышел в свет сборник «Реквием по стране Советов», в который вошла сотня афоризмов в переводе на 15 языков народов бывших союзных республик. Каждый афоризм в сборнике был проиллюстрирован картинами Валентины Золотых.

### Давидович Дэ Цзин
27 февраля 2020 года, открывая для себя новый литературный год в канун своего 90-летия, Давидович представил читателям новый сборник афоризмов на китайском, английском и русском языках, созданный специально для гуманитарной поддержки китайского народа в трудный час борьбы с коронавирусом. Переводчиками книги стали преподаватель русского языка в университете Санья Чан Хайдун (китайский) и Паскаль Сиссе (английский).

### Фильмография
4 и 5 июля 2015 года в художественной галерее «Х. Л. А. М.» состоялся премьерный показ фильма «Гомункул» (реж. Р. Дмитриев и К. Савельев), в котором Давидович сыграл роли Фауста, Мефистофеля и гомункула. Этот фильм стал дебютом полнометражной актёрской карьеры афориста. Одну из главных ролей в фильме сыграл известный рок-музыкант Константин Ступин.
В 2020 году сообщалось о планах Давидовича сыграть главную роль в ремейке фильма «Голова» Светланы Басковой.

## Персональные выставки
В феврале и марте 2019 года в Воронежском центре современного искусства (ВЦСИ) была проведена выставка «Великий гений всех времен и народов Аркадий Давидович, или Воронежский романтический концептуалист», подготовленная куратором и теоретиком современного искусства Арсением Жиляевым, чьи проекты принимали выставочные залы Парижа, Лондона, Нью-Йорка, Сан-Франциско, Вены, Венеции, Москвы (Третьяковская галерея, Гараж и др.)

## Общественная и политическая деятельность
Активная гражданская позиция Давидовича начала проявляться в написании и публикации остросатирических обзоров текущей политики ещё в советские годы. В последние десятилетия объектом творческого внимания афориста служили современные политические деятели, как российские, так и зарубежные, а также важнейшие события в политике и культуре.
В 2015, в Год Литературы в России, а также в связи с определением Воронежа и таджикского города Куляба культурными столицами СНГ, Давидович в присутствии представителей Евросоюза был избран Гражданским главой Культурной столицы Содружества. Телеканал «Мир» посвятил Давидовичу, как одному из самых ярких современных жителей Воронежа, документальный фильм в цикле «Культурные столицы Содружества».

### Социальная идея
Одной из наиболее животрепещущих тем, волновавших Давидовича в последние годы жизни, стала «социальная идея», оформление которой он считал более актуальной задачей, по сравнению с идеей национальной. Именно «социальная идея», по его мнению, способствует выявлению в национальной истории позитивного опыта по формированию гармоничного и устойчивого социального устройства, способствующего процветанию той или иной нации. Идея «социальной симфонии», или конструктивного взаимодействия между ключевыми общественными стратами, иначе говоря — идея о том, как регулировать межличностные и межклассовые конфликты внутри отдельно взятой национальности, чтоб настроить общество на созидательный лад — это Давидович считал особо актуальным и об этом сочинял афоризмы. Например: «Национальные идеи разъединяют нации, а социальные их созидают». Этот афоризм стал цитатой для научной статьи «Социальная идея и национализм: социологический аспект национальной идеологии», представляющей собой развитие мысли Давидовича и его взгляда на историю проблемы и перспективы в этом направлении.

### I. Информация Генерального алфавитного каталога книг на русском языке (1725—1998) / РНБ
1. Котенко, Владимир Михайлович и Давидович, А.; Смелый попугай. Сатир. и юмористические рассказы [Илл.: Л. А. Летов. Воронеж, Центрально-Чернозёмное книжное издательство., 1968] . — 72 с. — 15000 экз[38].
2. Котенко, Владимир Михайлович и Давидович, Аркадий Филиппович; Аттракцион. Юмористические рассказы / — Воронеж, Центрально-Чернозёмное книжное издательство, 1976. — 81 с. — 15000 экз[39].
3. Ну и ню!: Рассказы / В. Котенко, А. Давидович: Рис. Г. Иорша. — М.: «Правда», 1976. — Б-ка «Крокодила» №19 (№0768). — 47 с. — 75000 экз[40].
4. Незаменимая Дуся: Юморески, сатир. миниатюры / А. Давидович, [Худож. И. Анчуков]. — Воронеж: Центрально-Чернозёмное книжное издательство, 1985. — 56 с. — 15000 экз[41].
5. Такие дела. Сатира, юмор, афоризмы / Аркадий Давидович. — Воронеж, Центрально-Чернозёмное книжное издательство, 1991. — 110 с. — 2000 экз. — ISBN 5-7458-0264-8[42].

### II. Информация электронного каталога РНБ
Конец света закончится хорошо : афоризмы с увлекательными рисунками Виктора Коваля / Аркадий Давидович. — Изд. 2-е, доп. — Москва : Эксмо, 2010. — 253 с. — (Юмористика. Шут с тобой / сост.: Ю. Кушак). 3000 экз. — ISBN 978-5-699-41806-0.

### III. Информация издательств
- Азбука жизни Аркадия Давидовича. — Воронеж, Центрально-Чернозёмное книжное издательство, 2011. — 136 с. — ISBN 978-5-7458-1198-2.
- Напутствие в жизнь: афоризмы для юношества // Сост. А. В. Лаврухин  — М., Олма Медиа Групп, 2012. — 304 с. — ISBN 978-5-373-04764-7
- А. Давидович — человек-Афоризм // Сост. А. Иванович. — Воронеж, Кварта, 2013. — 134 с.
- Давидович: 2014 + 1001 ночь — олимпийский рекорд // Сост. А. Иванович. — Воронеж, Кварта, 2014. — 154 с.
- Реквием 2020 // Сост. А. Лазарев. — Воронеж: Воронежский ЦНТИ – филиал ФГБУ «РЭА» Минэнерго России, 2021. — 200 с.
- Агония маразма // Сост. А. Лазарев. — Воронеж: Воронежский ЦНТИ – филиал ФГБУ «РЭА» Минэнерго России, 2021. – 214 с.
- Реквием по стране Советов: 100 афоризмов, 100 картин, 100 лет // Сост. А. Лазарев. —   Воронеж: КВАРТА. – 2022. – 204 с.